# Elettrosensibilità
L'elettrosensibilità (ES) o elettroipersensibilità (EHS dall'inglese electromagnetic hypersensitivity) è un insieme di sintomi fisici e/o psicologici che un soggetto afferma essere causati da campi magnetici, elettrici o elettromagnetici, a un livello di esposizione tollerato dalle altre persone.
L'elettrosensibilità non è riconosciuta come una vera e propria malattia dall'Organizzazione mondiale della sanità e dalla comunità scientifica. La principale obiezione è la mancanza di evidenze scientifiche che forniscano parametri in grado di dimostrare il rapporto di causa-effetto tra sintomi e esposizione. Da quando, nel 2005 una revisione sistematica ha rilevato che non c'è alcuna prova che tali malesseri siano causati dai campi elettromagnetici, molti studi in doppio cieco sono stati pubblicati, ognuno dei quali suggerisce che coloro che affermano di essere malati non riescono a distinguere la presenza del campo elettromagnetico.
L'Organizzazione mondiale della sanità (OMS) rileva che studi ben controllati hanno mostrato come i sintomi non sono causati dai campi elettromagnetici e che ci sono alcune indicazioni che tali sintomi sono dovuti a preesistenti condizioni psichiatriche, stress o sono causati dalla stessa paura dei campi elettromagnetici. L'OMS aggiunge che la mancanza di evidenti basi tossicologiche o fisiologiche e di verifiche indipendenti la rendono simile a un'altra condizione patologica: la sensibilità chimica multipla. Tale posizione dell'OMS è contestata dalle associazioni dei malati.

## Epidemiologia
Una piccola parte della popolazione che si definisce elettrosensibile dichiara di esserne fortemente colpita. Come esempio, uno studio ha stimato che circa il 10% dei soggetti elettrosensibili in Svezia sono in malattia o sono in pensione anticipata o pensione di disabilità, paragonati al 5% della popolazione generale, mentre una seconda ricerca ha riportato che su 3406 persone che accusavano "disturbo" da dispositivi elettrici l'11% riporta "molto" disturbo. L'elettrosensibilità può avere un impatto significativo sulla qualità di vita causando un deterioramento fisico, mentale e sociale e distress psicologico.

## Eziopatogenesi
Le persone soggette a elettrosensibilità affermano di presentare differenti livelli di risposta ai campi elettrici, campi magnetici e alle diverse frequenze delle onde elettromagnetiche. È una materia controversa, poiché nonostante l'imponenza dei sintomi accusati da alcuni soggetti colpiti, nessuna sperimentazione a doppio cieco è riuscita sinora a dimostrare univocamente il legame fra i campi elettromagnetici e la sindrome e si ritiene che la fonte prima possa avere natura psicosomatica.
Coloro che ne sostengono la natura organica rilevano come molti apparecchi elettrici siano stati sospettati essere causa della sintomatologia, e una ricerca del 2004 ipotizza che le antenne per i telefoni cellulari e per i cordless, le linee elettriche ad alta tensione ravvicinate, i trasformatori e i telefoni cellulari sarebbero le più comuni fonti dei disturbi da elettrosensibilità.

## Controversie
Nel 2005 l'OMS ha suggerito che si possa utilizzare il termine "Intolleranza ambientale idiopatica" per descrivere l'ES, poiché tale definizione ha carattere generale, ovvero raggruppa condizioni patologiche varie delle quali non si conosce l'origine ed è eziologicamente neutrale. Essa tuttavia è molto meno diffusa di "elettrosensibilità". Pur riconoscendola quale "potenziale fattore di disabilità funzionale", l'OMS ribadisce in particolare che “non esistono criteri diagnostici chiari per l'ipersensibilità ai campi elettromagnetici e non esiste alcuna base scientifica per associare i sintomi all'esposizione ai campi elletromagnetici”.
Studi scientifici condotti in doppio cieco, tesi a provare la relazione tra l'esposizione a un campo elettromagnetico e l'incidenza dei sintomi di elettrosensibilità hanno dimostrato che i soggetti colpiti non sono generalmente in grado di distinguere i campi elettromagnetici reali da quelli che credono tali. I risultati hanno portato l'autore dello studio a concludere che: «Gli studi osservativi disponibili non permettono di individuare una differenza tra gli effetti biofisici dovuti all'elettrosensibilità e un effetto nocebo.
La posizione ufficiale dell'OMS è contestata dalle associazioni dei malati che, supportate da alcuni studi che ne collocherebbero l'origine nell'esposizione a campi elettromagnetici, la ritengono un'"intolleranza ai campi elettromagnetici" e ne definiscono protocolli diagnostici e terapeutici.

## Trattamento
Nessun trattamento efficace per coloro che affermano di essere affetti da elettrosensibilità è ancora noto, principalmente perché l'esistenza stessa della condizione resta non accertata.
La principale strategia è di evitare, il più possibile, l'esposizione ai campi elettromagnetici per chi soffre di grave ES; ciò presenta difficoltà pratiche nella società moderna. Gli altri metodi usati spesso dai pazienti includono: schermatura (ad es. con reti metalliche messe a terra), filtri elettrici e al trattamento delle condizioni correlate.
Una rivista del 2006 ha identificato nove trial clinici testando diversi trattamenti per l'ES: quattro provarono filtri visivi per gli schermi, uno un dispositivo che emetteva campi elettromagnetici "schermanti", uno ha testato l'agopuntura e un altro studio l'assunzione giornaliera di vitamina C, E e selenio. L'autore ha concluso che: «Ulteriori ricerche sono necessarie prima che qualche definitivo trattamento clinico possa effettuarsi. Comunque, la migliore prova attualmente disponibile suggerisce che la terapia cognitivo-comportamentale sia efficace per coloro che riferiscono ipersensibilità a campi elettromagnetici di debole entità.».

## Posizioni governative e politiche
In Svezia l'EHS non è riconosciuta come malattia ma è riconosciuta dal Governo come causa di invalidità funzionale.
L'Assemblea parlamentare del Consiglio d'Europa ha raccomandato agli Stati membri di "prestare un'attenzione particolare alle persone elettrosensibili che soffrono di una sindrome di intolleranza ai campi elettromagnetici e di introdurre specifiche misure per proteggerli, inclusa la creazione di aree wave-free, non coperte dalle reti wireless".
L'elettrosensibilità viene riconosciuta in Basilicata come malattia rara, ai fini della esenzione dal ticket, con la delibera n° 1296 del 15 ottobre 2013.
La Corte del Tribunale Amministrativo di Cergy-Pontoise nel 2019 annulla una decisione attraverso la quale il Presidente dell'Istituto Nazionale di ricerca per l'ambiente e l'agricoltura francese rifiuta di riconoscere il carattere professionale dell'elettrosensibilità di cui soffre il richiedente. La corte ha considerato, attraverso le cartelle cliniche del richiedente, che c'è una sufficiente probabilità che questa sindrome da ipersensibilità ai campi elettromagnetici sia connessa all'attività professionale.
Una sentenza del 2016 del Tribunale Superiore di Giustizia di Madrid in relazione alla valutazione di una situazione di inabilità permanente totale all'esercizio della sua professione di un ingegnere delle telecomunicazioni ha affermato, rifacendosi alla posizione OMS, che non è possibile stabilire un rapporto di causa-effetto tra sintomi ed esposizione poiché mancano prove scientifiche in tal senso.
Il Comitato economico e sociale europeo in un proprio parere e alla luce del principio ALARA si dice favorevole all'adozione di una legislazione di salvaguardia che riduca o attenui l'esposizione ai campi elettromagnetici. Nel documento si afferma che ogni giorno il numero di persone che soffrono di EHS (elettrosensibilità) aumenta: secondo nuove stime, tra il 3% e il 5% della popolazione è elettrosensibile, il che significa che circa 13 milioni di europei possono soffrire di questa sindrome, che ha vari nomi (elettrosensibilità, sindrome Wi-Fi, sindrome da microonde, ipersensibilità elettromagnetica, ecc.) e che queste persone non ricevono un adeguato trattamento sanitario e che ci sono gravi divergenze di opinioni scientifiche sul tema che rendono difficoltosa l'adozione di misure adeguate.
La Regione Calabria riconosce fibromialgia ed elettrosensibilità. Il 12 marzo 2024 il Consiglio Regionale della Calabria ha approvato all'unanimità la legge regionale 8/2024, con la quale si riconosce la rilevanza sociale della fibromialgia e della elettrosensibilità.